# Anna Sakse
Anna Sakse , née le 16 janvier 1905 à Lejasciems et morte le 2 mars 1981 à Riga, est une écrivain lettonne .

## Biographie
Née à Lejasciems, dans une famille de paysans. En 1925, elle commence à étudier la pédagogie et la philologie à l'Université de Lettonie, mais ne termine pas ses études. Elle travaille pour le journal Pēdējā Brīdī en tant que traductrice et relectrice, et est associée à la clandestinité communiste. Puis travaille en tant que relectrice dans l'édition de "Valters un Rapa". Évacuée vers l'URSS pendant la Seconde Guerre mondiale. Après son retour en Lettonie, elle travaille dans le journal Cīņa, se tourne vers le journalisme.
 
Son premier poème Dieva sapnis est publié dans le journal Tukuma Ziņas en 1925. Les œuvres pré-soviétiques se concentrent sur la réalité de la vie lettone. Pendant l'ère soviétique, elle fait éloge à l'idéologie communiste, glorifie la collectivisation dans son roman Pret kalnu (1948) recompensé par le Prix Staline (1949), elle critique les universités d'avant-guerre et les classiques littéraires (roman Dzirksteles naktī), condamne le nazisme dans ses articles. Le pouvoir soviétique lui remets plusieurs décorations officielles. En plus, elle écrit des compositions satiriques humoristiques (dans la collection Nokaltis zars). Dans la dernière étape de son travail créatif, elle se concentre sur les œuvres pour enfants (dans la collection Kalējdēls Kaspars, Contes sur les fleurs), modernisant les traditions des contes de fées. Plusieurs de ses ouvrages ont été traduits en russe, allemand, estonien et ouzbek.
Elle fut députée du 3e (1950-1954) et 4e (1954-1958) Soviet suprême de l'Union soviétique.
Anna Sakse est enterré dans le cimetière boisé de Riga.

## Décorations
- prix Staline (1949)
- ordre du Drapeau rouge du Travail (1950, 1955)
- ordre de l'Étoile rouge (1946)
- ordre de la révolution d'Octobre (1975)